# 早安少女组。历史
早安少女組。（日语：モーニング娘。）於1997年組成，為日本演藝經紀公司Up-Front Agency的女子偶像品牌Hello! Project旗下的首要團體。
本文主要收录与早安少女組。相关的历史资讯，以年表的方式按照发生时间先后记载。

## 编年史

### 1997年
9月7日，當時射亂Q隊長、音樂製作人淳君（つんく）想透過東京電視台綜藝節目《五花八門淺草橋》（ASAYAN）找尋一名女性搖滾歌手加入射亂Q，便發起了一個名為「射亂Q搖滾女主唱選拔賽」（シャ乱Qロックヴォーカリストオーディション）的活動。結果優勝者是平家充代，其後成為Hello! Project旗下的女歌手。
於選拔賽結束後淳君決定將該選拔賽的五名落選參與者——中澤裕子、石黑彩、福田明日香、安倍夏美及飯田圭織組成女性歌手團體。在正式出道前，淳君要求以考驗的方式來決定幾位落選者是否有再次出道的機會；因此規定她們必須在 5 日內輪流於包括名古屋球場在內、 5 個不同城市中的指定地點，以試賣方式銷售出 5 萬張單曲唱片《愛的種子》（愛の種），如果唱片順利賣光，便立刻在名古屋球場內舉辦出道演唱會。

### 1998年
5月3日，保田圭、矢口真里、市井紗耶香2期成员加入。
12月31日，获得日本唱片大赏最佳新人奖，并获NHK红白歌合战邀请演出。

### 1999年
1月17日，福田明日香以学业优先为理由，早安少女组。表明要退出。
4月18日，“早安少女组。'99 Memory 青春之光巡回演唱会”最终公演中，福田明日香從早安少女组。及Hello! Project毕业。
8月22日，后藤真希3期成员加入。

### 2000年
1月7日，“Hello! Project Happy New Year 2000”中，石黑彩是早安少女组。及Hello! Project毕业。
4月16日，石川梨华、吉泽瞳、辻希美 、加护亚依4期成员加入。
5月21日，“早安少女组。SPRING CONCERT TOUR 2000 Dancing Love Site”最终公演中，市井纱耶香是早安少女组。及Hello! Project毕业。

### 2001年
4月15日，“早安少女組。 CONCERT TOUR 2001 'Live Revolution Spring'”的最后一场演出中，第一任领导人中泽裕子是早安少女組。毕业。 该团体的第一任领导人中泽裕子是毕业于早安少女組。 同时，她还成为了Hello! project的领导人。
饭田圭理成为第二任领导人，安田圭被任命为新的副领导人。
8月26日，高桥爱、绀野朝美、小川麻琴、新垣里沙5期成员加入。 

### 2002年
9月23日，"早安少女組。 CONCERT TOUR 2002 Summer "LOVE IS ALIVE!"上，后藤真希是早安少女組。 毕业。

### 2003年
1月7日，藤本美贵6期成员加入。 
1月19日，龟井绘里、道重沙由美、田中丽奈6期成員加入。
5月5日，“早安少女組。  CONCERT TOUR 2003 Spring "NON STOP!"”的最后一场演出中，保田圭是早安少女組。 毕业。
9月18日，15名成员被分成两组，“早安少女组。樱花组”"早安少女组。乙女组"，CD首秀开始他们的活动。
2003年11月24日至2004年3月21日，每个小组在全国巡回演唱会后，该项目就暂停了。

### 2004年
1月3日，"Hello! Project 2004 Winter -C'MON！Dance World-"，宣布辻希美和加护亚依将毕业并组成一个新单位。
1月25日，"Hello！Project 2004 Winter -C'MON！Dance World-"的最后一场演出中，安倍夏美從早安少女組。 毕业。
8月1日，在代代木第一體育館《Hello! Project 2004 SUMMER 〜夏のド〜ン!〜》的畢業公演，辻希美和加护亚依從早安少女組。畢業。

### 2006年
12月10日，淳君在Hello! Morning節目內宣佈加入光井愛佳成為8期“唯一”成員後，繼而談及明年（2007年）將會以亞洲為題，其後為“早安少女組。誕生10年記念隊”創作第一首單曲。

### 2007年
1月24日，選出飯田圭織（26）、安倍夏美（26）、後藤真希（21）、新垣里沙（18）及久住小春（14）組成「早安少女組。誕生10年紀念隊」並推出單曲迎接早安十周年紀念。
3月15日，早安首次加入中國成員共兩名，分別為來自中國湖南省岳陽市，曾參加2006年超級女聲並晉身長沙唱區五十強的李純；及來自浙江省杭州市，自2006年起即在日本UFA公司以Hello! pro EGG成員身份進行演藝活動的錢琳。

### 2009年
9月19日，久住小春宣布将于“早安少女组｡巡回演唱会2009～Nine Smile～”最终公演(12月6日)，从早安少女组。及Hello! Project毕业，迈向模特儿之路。
12月6日，久住小春毕业。

### 2010年
8月8日，淳君決定重新舉辦新成員選拔。
12月15日，成員龜井繪里、李純和錢琳三人同時畢業，令早安成員人數跌至5人。

### 2011年
1月2日，在「Hello! Project 2011 WINTER ～歡迎新鮮まつり～」演唱會上，淳君公佈9期甄選結果。9期甄選共有9000多人報名，歷時超過4個月，篩選至合宿階段第一日只餘6人，最後成功通過4次審查成為新成員的是生田衣梨奈、鞘師里保及鈴木香音，淳君亦同時宣佈譜久村聖成為早安9期成員，合共新增4人。
1月9日，於9期加入後一星期，擔任隊長一職近四年之高橋愛宣佈畢業。
5月8日，淳君於早安演唱會上決定舉辦10期新成員選拔，同日亦公開選拔之官方網頁。最後成功通過4次審查成為早安10期新成員的分別是飯窪春菜、石田亞佑美、佐藤優樹及工藤遙。

### 2012年
4月29日，開始每週與初代隊長中澤裕子、MAX的NANA、Fairies共同出演電視節目《中井正廣之nigra varieteo》，期間中居正廣更安排舞蹈實力最強的鞘師里保、石田亞佑美二人與Fairies比拼舞步，鞘師、石田也將中居正廣臨時提出「將黑白猜加入舞蹈中」的要求達成。
5月18日，新垣里沙及光井愛佳畢業當天，官方網站釋出早安11期甄選的消息。
5月26日，參加在國立代代木競技場第1體育館舉辦的『Girls Award 2012　SPRING／SUMMER』，並表演了連MV都尚未拍攝的50th新單曲中的《One.Two.Three》，是在新垣里沙和光井愛佳畢業、道重沙由美接任八代隊長後第一次的公開表演。此單曲於7月2日發行，繼第21單『愛あらば IT'S ALL RIGHT』後再度銷量突破十萬張。
6月5日，田中れいな在早安少女组。活动中招开征选成员通知。
9月14日，前主唱高橋愛生日當天，官方公佈小田櫻為「素顏歌姬」11期甄選唯一合格者。隨後亦宣布將舉辦世界性握手會「Hello! Project 15th Anniversary ~THANK YOU~ Worldwide Handshaking Events」，地點包含台北、曼谷、韓國及巴黎。
10月15日，五名較年長的成員道重沙由美、田中麗奈、譜久村聖、飯窪春菜和石田亞佑美來台舉辦「早安少女組。世界握手會～帶著滿心的'感謝'～」握手活動。
10月6日深夜，官方斥巨資1,300萬日圓在澀谷109為早安第51首新單曲《非常興奮 Take a chance》宣傳看板，開始漏夜製作。
11月18日，宣佈主唱田中麗奈將在春季演唱會最終場畢業，並於6月加入M-line Club，繼續以樂團型式活動。演唱会上发表，应征总数约4000名中选拔出来的冈田万里奈、宫泽茉凛与田中麗奈3人组成LoVendoЯ。

### 2013年
1月23日，第52張單曲發行，獲得公信榜週間第一位，是9、10、11期成員初次得到第一位。
3月16日，於春季演唱會上宣佈將舉辦「早安少女組。12期成員「未来少女」甄選會！」。
4月29日，第53張單曲於公信榜週榜取得第1名，成為早安少女組。出道以來第13張公信榜每週銷量排名第一的單曲。亦是現任成員加入以來首次連續2張單曲奪得首名。
8月23日，早安暌違六年再次出演Music Station，宣傳第54單曲；隔日，淳君於早安少女組的Youtube頻道上，宣佈此次「未來少女」甄選的合格者從缺。
9月3日，54單曲獲公信榜第一位，此為田中麗奈畢業後十人體制的首張單曲。是出道以來第14張排名第一的單曲，亦是史上第二次連續三張單曲第一，與上次時隔11年半。

### 2014年
元旦，早安少女組。正式改名為「早安少女組。'14」。這天也剛好是第八代隊長道重沙由美達成在籍4000日。
1月20日，出席第22回冬季奧林匹克運動會的日本代表選手團壯行會，並表演了《LOVE MACHINE》和日本代表選手團公式應援曲《沒有東西能取代你》。
1月22日，在au的新製品發表會＜au発表会 2014 Spring＞上宣布新CM將由早安少女組。'14、淳君及森三中擔綱演出。其中，早安少女組。'14和森三中的大島美幸與黒沢かずこ（另一成員村上知子正在産假中）組成モリ娘。(森早安。)，並不排除モリ娘。有出單曲的可能。 此亦為9期、10期、11期初次以早安少女組。身份接演廣告。
1月31日，出演Music Station，宣傳第55單曲。
2月4日，第55張單曲獲得公信榜週間第一位，成為早安少女組。出道以來第一次連續四張單曲第一。
2月14日，於youtube公佈了モリ娘。新CM，包括「特別篇」、「會議篇」等六部影片，當中更首次公開早安少女組｡'14新樂曲「Password is 0」（パスワードイズゼロ）。
4月16日，第56張單曲獲得公信榜週間第一位，成為早安少女組。出道以來第一次連續五張單曲第一。
4月29日，第八代隊長道重沙由美宣佈在秋季演唱會最終場畢業。道重畢業後，早安全員皆為9期或之後成員。
9月30日，於日本武道館初日演唱會上公布12期合格者，分別為尾形春水、野中美希，以及研修生出身的牧野真莉愛、羽賀朱音。
11月26日，道重沙由美于横滨体育馆正式从早安少女组及H!P毕业。

### 2015年
10月29日，鞘師里保宣佈在12月31日從早安少女组畢業。畢業後打算到海外進修英語和跳舞。
12月31日，鞘師里保正式於《Hello! Project COUNTDOWN PARTY 2015 ～GOOD BYE＆HELLO》演唱會上從早安少女组畢業。

### 2016年
1月2日，於早安家族演唱會上宣佈將舉辦「早安少女組。'16 新世紀甄選會」。
2月7日，鈴木香音宣佈將於春季演唱會最終場畢業，畢業後打算專注慈善工作。
5月31日，鈴木香音於《早安少女組。'16 Concert Tour 2016春 ～EMOTION IN MOTION～ 鈴木香音畢業Special》於武道館正式從早安少女组，及H!P畢業，同日，官網宣布「早安少女組。'16 新世紀甄選會」合格者從缺。
6月15日，宣布「早安少女組。'16 新世紀甄選會」再募集。
12月12日，於秋季巡迴演唱會最終日在日本武道館上宣佈13期成員由研修生加賀楓、橫山玲奈加入。

### 2017年
6月25日早安家族Youtube網路節目頻道ハロ！ステ發佈預告，2018年早安少女組。及早安家族將邁入20週年進行人員變動新體制。
6月26日於ハロ！ステ号外 ～ハロー！プロジェクト2017新体制決定スペシャル～節目中宣布，Country Girls的森戸知沙希移籍至早安少女組。2017夏季開始活動，秋季完全合流。

### 2018年
3月27日，由於12期成員尾形春水本人向事務所表示希望繼續升學，並且參加了短期大學考試且合格，為了專注於學業，決定於「モーニング娘。誕生20周年記念コンサートツアー 2018春～We are MORNING MUSUME。～」最終場從早安少女組。'18及早安家族畢業。
8月17日，10期成員飯窪春菜宣布將於「モーニング娘。'18 コンサート ツアー 秋～GET,SET,GO～」最終場從早安少女組。'18及早安家族畢業。畢業後將繼續活躍於藝能界。

### 2019年
1月2日，於早安家族演唱會宣佈即將舉辦「モーニング娘。'19 LOVEオーディション」。
6月11日，在舉辦於池袋SunShine的單曲發售活動上宣佈6月22日將在早安少女組。'19的官方Youtube頻道上宣佈新成員。
6月22日，於早安少女組。官方Youtube頻道中宣布「モーニング娘。'19 LOVEオーディション」徵選結果，由北川莉央、岡村ほまれ以及從Hello! Pro研修生北海道升格的山﨑愛生三人作為15期新成員正式加入早安少女組。'19。

### 2020年
2月5日，森戶知沙希因歌唱時常常難以發聲而就醫，後被診斷為聲帶結節，在休養復原期間的表演中都只跳舞而不唱歌。

### 2021年
4月12日，早安少女組。第16張專輯《16th〜That’s J-POP〜》在Oricon數位專輯排名第1名。
12月1日，早安少女組。Tiktok官網成立。
12月13日，日本武道館最終公演中，佐藤優樹從早安少女组。及Hello! Project毕业。

### 2022年
自1月2日公開的《ハロー!プロジェクト「モーニング娘。'22」「Juice=Juice」合同新メンバーオーディション》甄選活動下，櫻井梨央於6月29日以16期成員形式加入早安少女組。
6月20日，日本武道館《モーニング娘。'22 CONCERT TOUR 〜Never Been Better!〜 森戸知沙希卒業スペシャル》最終公演中，森戶知沙希從早安少女组。及Hello! Project毕业。
11月10日，9期譜久村聖和生田衣梨奈以4330天在籍天數超越6期的道重沙由美。
12月10日，日本武道館《モーニング娘。'22 25th ANNIVERSARY CONCERT TOUR 〜SINGIN' TO THE BEAT〜加賀楓卒業スペシャル》最終公演中，加賀楓從早安少女组。及Hello! Project毕业。

### 2023年
1月2日，第72張單曲《Swing Swing Paradise/Happy birthday to Me!》在ORICON週榜獲得第一名，這也是15期和16期加入後的首次奪榜。
5月23日，自《モーニング娘。25周年記念 オーディション 明日を作るのは君》甄選活動中，井上春華和弓桁朱琴以17期生加入早安少女組。
11月25日，在隊長譜久村聖畢業前，宣布生田衣梨奈接任第10任隊長，而小田櫻隨著石田亞佑美一同擔任副隊長。
11月30日，橫濱體育館《モーニング娘。'23 コンサートツアー秋「Neverending Shine Show 〜聖域〜》最終公演中，譜久村聖從早安少女组。及Hello! Project毕业。

### 2024年
8月26日，第74張單曲《なんだかセンチメンタルな時の歌/最KIYOU》成為ORICON週榜第一，這也是17期生加入後首次奪榜。
12月10日，橫濱體育館《モーニング娘。'24 コンサートツアー秋 WE CAN DANCE !〜Blå Eld〜石田亜佑美 FINAL》最終公演中，石田亞佑美從早安少女组。及Hello! Project毕业。

### 2025年
4月，北川莉央為先前以私人賬號批評成員的帖文外洩致歉，並在同月17日以違反早安規例為由被暫停一切的演藝活動。之後也為秋季回歸演藝活動做準備。
7月1日，在隊長生田衣梨奈畢業前，宣布野中美希接任第11任隊長，而牧野真莉愛隨著小田櫻一同擔任副隊長。
7月8日，日本武道館《モーニング娘。'25 コンサートツアー春 Mighty Magic DX〜生田衣梨奈を見送って〜》最終公演中，生田衣梨奈從早安少女组。及Hello! Project毕业，在籍共5301日，也是第一位在籍時年滿28歲、以及活動全勤的成員。

## 脚注
1. ↑  此曲加入了不少中國的色彩，例如歌詞有提及絲綢之路，PV亦以竹子作拍攝背景。
2. ↑  [.   [2010-09-09]. （原始内容存档于2016-06-23）. ]
3. ↑  其中一位穿粉紅色運動褲的參賽者在合宿中途被淘汰，因此《美女學》沒有公佈她的姓名，但派發6張歌詞紙時可以看到她坐在大塚愛菜左手邊。
4. ↑  中井正広のブラックバラエティ （页面存档备份，存于）（日語）
5. ↑  .   [2021-05-24]. （原始内容存档于2012-11-07）.
6. ↑  [.   [2021-05-24]. （原始内容存档于2016-10-04）. ]
7. ↑  .   [2021-05-24]. （原始内容存档于2013-04-27）.
8. ↑  .   [2021-05-24]. （原始内容存档于2013-11-08）.
9. ↑  . 2014-01-01  [2014-01-03]. （原始内容存档于2014-01-03）.（日語）
10. ↑  .   [2021-05-24]. （原始内容存档于2019-06-13）.
11. ↑  .   [2021-05-24]. （原始内容存档于2019-06-22）.
12. ↑  .   [2021-05-24]. （原始内容存档于2021-02-04）.
13. ↑  . DCファクトリー（Up-Front Group）. 2021-12-01  [2021-12-01].
14. ↑  . ORICON NEWS. 2021-12-13  [2021-12-13].
15. ↑  . エンタメアライブ. 2022-11-10  [2023-10-01]. 已忽略文本“和書” (帮助)